# Bombus tibetanus
Bombus tibetanus là một loài Hymenoptera trong họ Apidae. Loài này được Morawitz mô tả khoa học năm 1887.